# Ornithogalum umbellatum
Ornithogalum umbellatum o llet d'ocell, llet de pardal i llet de gallina és una espècie de plantes de la família Hyacinthaceae.

## Usos
Antigament es consideraven els bulbs com diurètics i laxants. També com emolients (per a reblanir quists i tumors de diverses menes).
No deixa de ser sorprenent com l'etimologia popular perdura al llarg dels segles i fins i tot mil·lennis. Al segle I es denomina aquesta planta Ornithogallum, que significa literalment 'llet d'ocell', del grec órnithos = 'ocell' i gála = 'llet', el mateix nom pel qual en l'actualitat encara es coneix.